# Robert Curl
Pour les articles homonymes, voir Curl.
Robert Floyd Curl, Jr., né le 23 août 1933 à Alice, Texas et mort le 3 juillet 2022 à Houston, Texas, est un chimiste américain. 
Harold Kroto, Richard Smalley et lui sont colauréats du prix Nobel de chimie de 1996.

## Biographie
Robert Curl naît à Alice (Texas). Il obtient son B.A. de l'université Rice en 1954 et son Ph.D. de l'université de Californie à Berkeley en 1957. Ses recherches portent sur la chimie physique, développant des méthodes et des instruments de génotypage de l'ADN.
En 1996, Harold Kroto, Richard Smalley et lui reçoivent le prix Nobel de chimie « pour leur découverte des fullerènes ».
En 2013 il est nommé Ambassadeur interculturel honoraire par le club UNESCO à l'université Paris-Sorbonne.
Robert Curl meurt le 3 juillet 2022 à Houston à l'âge de 88 ans.